# Chalodeta panurga
Chalodeta panurga är en fjärilsart som beskrevs av Hans Ferdinand Emil Julius Stichel 1910. Chalodeta panurga ingår i släktet Chalodeta och familjen Riodinidae. Inga underarter finns listade i Catalogue of Life.